# Route départementale 67 (Finistère)
Pour les articles homonymes, voir Route départementale 67.
La route départementale 67 est une voie départementale qui permet aux usagers de contourner l'agglomération de Brest sans utiliser le boulevard de l'Europe souvent encombré, par Guipavas et Gouesnou pour ensuite rejoindre Saint-Renan avant de filer vers la D789 à l'entrée du Conquet. Elle sert de seconde rocade à Brest et est souvent saturée entre saint-Renan et Guipavas.

## Tracé de la D5
- Carrefour giratoire entre D67 et Boulevard Léopold Maissin (ancienne D33/N165) à l'entrée du pont Albert Louppe au Relecq-Kerhuon
- La D 67 dessert la moitié sud du Relecq-Kerhuon  boulevards Clemenceau et Gambetta, puis la rue Camille Vallaux.
- Guipavas
- Carrefour giratoire entre D67, N12 (échangeur de Prat-Pip) et Aéroport de Brest-Bretagne : Prat Pip à Guipavas
- Carrefour giratoire entre D67, D788 (Plabennec, Lesneven) et D267 (N265 (rocade est de Brest)) : Bourg Neuf à Gouesnou
- Carrefour giratoire entre D67, D788 (Brest), D13 (Lannilis, Plouguerneau) et Gouesnou : Charles de Gaulle à Gouesnou
- Carrefour giratoire entre D67 et D26 (Bohars, Plouguin, Ploudalmézeau, La Récré des 3 Curés) : Kervalguen à Brest
- Carrefour giratoire entre D67 et D3 (Milizac) : Beg Avel à Milizac
- Ty Colo +  section en 2+1 voies (2 files en directions de Gouesnou)
- Carrefour giratoire entre D67, D5 (Guilers, Saint-Renan, Brest) et D105 (Plouarzel, Lanildut, Ploudalmézeau) : Ty-Colo à Saint-Renan
- Carrefour giratoire entre D67 et D38 Plouzané : Clos Nevez à Saint-Renan
- Trébabu
- La D67 rejoint la D789 à l'entrée du Conquet.

## Antennes de la D67

### D 167
La D167 est une courte antenne reliant la D67 à l'échangeur de Prat-Pip sur la N12 à l'aéroport de Brest-Bretagne. Elle fait 500 mètres de long.

### D 267
La D267 est une courte antenne longue de 2 km assurant la continuité de la N265 (rocade est de Brest) depuis  Échangeur entre N265/D267 et N12 Kervao au  Carrefour giratoire entre D67, D788 (Plabennec, Lesneven) et D267 à Gouesnou. Elle est en 2 voies dénivelée limitée à 90 km/h.